# Grigorij Rimski-Korsakow
Grigorij Michajłowicz Rimski-Korsakow (ros. Григо́рий Ива́н Миха́йлович Римский-Корсаков; ur. 13 grudnia?/26 grudnia 1901 w Petersburgu, zm. 10 września 1965 tamże)  – rosyjski kompozytor, teoretyk muzyki i akustyk, jeden z prekursorów mikrotonowości; wnuk Nikołaja Rimskiego-Korsakowa.

## Życiorys
W roku 1920 został przyjęty do Konserwatorium w Piotrogrodzie (od 1924 zwanym Konserwatorium Leningradzkim), gdzie razem z m.in. Dmitrijem Szostakowiczem i Jewgienijem Mrawinskim studiował kompozycję u swojego wuja – Maksimiliana Sztajnberga  oraz grę fortepianową u Leonida Nikołajewa i przedmioty teoretyczne u Siergieja Lapunowa . Pierwszą część studiów (kurs podstawowy) ukończył w 1924, drugą (kurs akademicki) w 1926, po skomponowaniu swojej pierwszej i jedynej symfonii . W 1929 ukończył aspiranturę w zakresie teorii muzyki i akustyki na podstawie pracy Ewolucija muzykalnych zwukoriadow, napisanej pod kierunkiem Borisa Asafjewa i A. Finagina w Instytucie Teatru i Muzyki w Leningradzie.
W 1923 założył prężnie działające Koło Muzyki Ćwierćtonowej i został jego dyrektorem. Członkami Koła byli głównie studenci Konserwatorium z klasy Maksimiliana Sztajnberga, ale też korespondencyjnie zachodni kompozytorzy zainteresowani technikami mikrotonowymi, jak Alois Hába, Iwan Wyszniegradski, Jörg Mager, Willy von Möllendorff, Richard Stein . Koło składało się z trzech sekcji: teoretycznej, kompozytorskiej i wykonawczej. Jego działalność nie uszła uwadze prasy krajowej i zagranicznej, a nawet spotkała się z życzliwym zainteresowaniem ze strony kierownictwa konserwatorium, które w styczniu 1924 powierzyło ćwierćtonowcom oddzielną salę lekcyjną oraz nadające się do przestrojenia instrumenty: fisharmonię, dwa fortepiany, harfę i inne chordofony. Obok działalności kompozytorskiej i intensywnych prac teoretycznych w kierunku sformułowania spójnych podstaw systemu ćwierćtonowego, Koło prowadziło też działalność koncertową i popularyzatorską poprzez wykłady i odczyty , prowadzone zwykle przez Grigorija Rimskiego-Korsakowa, który stał się twarzą pierwszej awangardy rosyjskiej. 
Wraz z pojawieniem się w 1928 kina dźwiękowego w ZSRR, Rimski-Korsakow rozpoczął pracę w laboratoriach i w studiach Techfilm oraz Lenfilm, gdzie w latach 1929–1932 był inżynierem dźwięku . W latach 1929–1932 i 1942–1946 był pracownikiem naukowym leningradzkiego Instytutu Teatru i Muzyki na Wydziałach Muzyki i Kina. Przez 33 lata (1927–1962) wykładał w leningradzkim konserwatorium akustykę muzyczną, od 1953 był tam profesorem orkiestracji.
Był jednym z założycieli Domu-Muzeum N.A. Rimskiego-Korsakowa w Tichwinie, w 1944.

## Twórczość
Twórczość Rimskiego-Korsakowa była dwuwektorowa. Z jednej strony inspirował się impresjonistycznymi barwami Claude’a Debussy’ego i Aleksandra Skriabina, z drugiej – nowatorską mikrotonalnością i wykorzystywaniem pierwszych instrumentów elektronicznych. Te dwa obszary aktywności twórczej prowadził równolegle.
Opracował własny system ćwierćtonowy i jako pierwszy sformułował teoretyczne podstawy takiego systemu, wyłożone w artykule Obosnowanije czetwiertitonowoj muzykalnoj sistiemy, opublikowanym w  „De Musica” w 1925. Zaproponował nowe oznaczenia dla ćwierćtonów: literowe – oparte na systemie łacińskim z dodatkiem  „t” oraz graficzne – częściowo przejęte od I. Wyszniegradskiego. Otrzymaną 24-stopniową skalę nazwał „skalą morną”. Wprowadził pojęcie 10-stopniowej nomogamy i na przykładzie skali durowej zbudował schemat tonacji, ze stopniami głównymi – (c) dit f g ait oraz pobocznymi  – odpowiednio det e fis at h. Pisał na przestrojone ćwierćtonowo instrumenty akustyczne i nowo powstające instrumenty elektroniczne, jak emiriton zbudowany przez jego kuzyna Andrieja Rimskiego-Korsakowa, czy kurbelspharophon skonstruowany przez J. Magera . Ćwierćtonowy system Rimskiego-Korsakowa był praktycznie wypróbowywany, dyskutowany i rozwijany w Kole Muzyki Ćwierćtonowej, lecz niestety tylko tam.
Nie zachowały się jego mikrotonowe kompozycje. Koło nie prowadziło archiwum, a prywatne archiwum Rimskiego-Korsakowa spłonęło podczas oblężenia Leningradu. Z całej spuścizny kompozytora znane są tylko artykuły, utwory określane przezeń jako „proste” (czyli napisane w tradycyjnym systemie dźwiękowym) oraz listy. O ćwierćtonowości traktuje bogata korespondencja z lat 1922–1929 z I. Wyszniegradskim, zawierająca m.in. jedyny zachowany w całości ćwierćtonowy utwór Rimskiego-Korsakowowa Prelude de Georges Rimsky-Korsakov pour orchestre a cordes. 
Po 1929 Rimski-Korsakow stracił zainteresowanie ćwierćtonowością i skupił się głównie na akustyce muzycznej w wymiarze praktycznym (jako inżynier dźwięku) i teoretycznym (jako wykładowca akademicki) .
Skomponował symfonię, utwory kameralne i fortepianowe, około 100 pieśni na głos i fortepian do słów poetów rosyjskich, pieśni dla dzieci, opracowania rosyjskich, baszkirskich, tatarskich i koreańskich pieśni ludowych oraz muzykę teatralną i filmową.

## Kompozycje
(na podstawie materiału źródłowego)

### Utwory orkiestrowe
- Symfonia F-dur (1925)

### Utwory kameralne
- Kwintet na skrzypce, altówkę, wiolonczelę, klarnet i róg (1925)
- I Kwartet smyczkowy (1925)
- II Kwartet smyczkowy (1932)
- utwory w stroju ćwierćtonowym na 2 fortepiany, przestrojoną harfę, fisharmonię i 2 rogi w różnych strojach, (1925–1932)
- Oktet na 2 emiritony, 2 klarnety, fagot, skrzypce, altówkę i wiolonczelę (1932)
- utwory na skrzypce i fortepian (1934–1955)
- Poema na wiolonczelę i fortepian, (1951)
- utwory na emiriton i fortepian

### Utwory na fortepian solo
- 24 preludia (1922–1955)
- I Sonata (1924)
- II Sonata (1931)
- 8 etiud (1932)

### Utwory wokalno-instrumentalne
- Miatież kantata na chór i orkiestrę; sł. É. Verhaeren, tłum. W. Briusow (1927)
- ok. 100 pieśni na głos i fortepian do sł. poetów rosyjskich
- pieśni dla dzieci
- oprac. rosyjskich, baszkirskich, tatarskich i koreańskich pieśni ludowych

a także utwory na kurbelspharophon oraz muzyka teatralna i filmowa.

## Publikacje
(na podstawie materiału źródłowego)
- Orkiestrowaja polifonija, Leningrad 1955
- Obosnowanije czetwiertitonowoj muzykalnoj sistiemy, „De musica”, Leningrad 1925
- Rasszyfrowka swietowoj stroki skriabinskogo „Promietieja”, „De musica”, Leningrad 1926
- O wysotie kombinacyonnych tonow, „De musica”, Leningrad 1927
- Akuticzeskoj obosowanuje  ritma, „Muzykoznanije”, nr 4, Leningrad 1928
- Theorie und Praxis der Reintonsysteme, „Melos”, nr 7, 1928